# Six Jours de Munich
Les Six Jours de Munich (en allemand : Sechstagerennen München) sont une ancienne course cycliste de six jours disputée à Munich, en Allemagne.
Après une première édition en 1933, ils n'ont plus été organisés pendant quinze ans. Ils sont de nouveaux disputés de 1949 à 1954, puis connaissent une nouvelle interruption. De 1972 à 2009, ils sont organisés annuellement. La course est définitivement annulée après l'édition 2009, en raison d'une chute de fréquentation.
Les Six Jours ont lieu à l'Olympiahalle de Munich, sur une piste de deux cents mètres.
Le Suisse Bruno Risi détient le record de victoires avec neuf succès.

## Palmarès
| Année    | Vainqueur                                  | Deuxième                            | Troisième                              |
| -------- | ------------------------------------------ | ----------------------------------- | -------------------------------------- |
| 1933     | Franz Lehmann Oskar Tietz                  | Gustav Kilian Heinz Vöpel           | Lothar Ehmer Georg Umbenhauer          |
| 1934-48  | Non-disputés                               | Non-disputés                        | Non-disputés                           |
| 1949     | Maurice Depauw Robert Naeye                | Gilbert Doré Robert Oubron          | Arie Vooren Gérard van Beek            |
| 1950 (1) | René Adriaensens Robert Naeye              | Reginald Arnold Alfred Strom        | Gustav Kilian Jean Roth                |
| 1950 (2) | Camiel Dekuysscher Odiel Vanden Meerschaut | Reginald Arnold Ludwig Hörmann      | Arthur Sérès Roger Le Nizerhy          |
| 1951     | Émile Carrara Guy Lapébie                  | Severino Rigoni Ferdinando Terruzzi | Reginald Arnold Alfred Strom           |
| 1952     | Ludwig Hörmann Alfred Strom                | Émile Carrara Dominique Forlini     | Roger De Corte Odiel Vanden Meerschaut |
| 1953     | Walter Bucher Jean Roth                    | Lucien Gillen Ferdinando Terruzzi   | Werner Holthöfer Hans Preiskeit        |
| 1954     | Ludwig Hörmann Hans Preiskeit              | Evan Klamer Kay-Werner Nielsen      | Valentin Petry Walter Schürmann        |
| 1955-71  | Non-disputés                               | Non-disputés                        | Non-disputés                           |
| 1972     | Sigi Renz Wolfgang Schulze                 | Albert Fritz Wilfried Peffgen       | Alain Van Lancker Patrick Sercu        |
| 1973     | Léo Duyndam René Pijnen                    | Graeme Gilmore Dieter Kemper        | Sigi Renz Wolfgang Schulze             |
| 1974     | Graeme Gilmore Sigi Renz                   | Wilfried Peffgen Jürgen Tschan      | Jacky Mourioux Alain Van Lancker       |
| 1975     | Günter Haritz René Pijnen                  | Eddy Merckx Patrick Sercu           | Albert Fritz Wilfried Peffgen          |
| 1976     | Albert Fritz Wilfried Peffgen              | Graeme Gilmore Patrick Sercu        | Udo Hempel Jürgen Tschan               |
| 1977     | Eddy Merckx Patrick Sercu                  | Danny Clark Günther Schumacher      | Roman Hermann René Pijnen              |
| 1978     | Gregor Braun Patrick Sercu                 | Danny Clark Gerrie Knetemann        | Roman Hermann Horst Schütz             |
| 1979     | Patrick Sercu Dietrich Thurau              | Donald Allan Danny Clark            | Francesco Moser René Pijnen            |
| 1980     | Donald Allan Danny Clark                   | Albert Fritz Wilfried Peffgen       | Gert Frank René Pijnen                 |
| 1981     | Donald Allan Danny Clark                   | René Pijnen Dietrich Thurau         | Roman Hermann Horst Schütz             |
| 1982     | René Pijnen Patrick Sercu                  | Albert Fritz Dietrich Thurau        | Donald Allan Danny Clark               |
| 1983     | Urs Freuler René Pijnen                    | Gert Frank Dietrich Thurau          | Josef Kristen Horst Schütz             |
| 1984     | Gert Frank Hans-Henrik Oersted             | Urs Freuler René Pijnen             | Danny Clark Dietrich Thurau            |
| 1985     | Urs Freuler René Pijnen                    | Stan Tourné Etienne De Wilde        | Anthony Doyle Gary Wiggins             |
| 1986     | Danny Clark Dietrich Thurau                | Urs Freuler René Pijnen             | Roman Hermann Josef Kristen            |
| 1987     | Urs Freuler Dietrich Thurau                | Danny Clark Anthony Doyle           | Andreas Kappes René Pijnen             |
| 1988     | Danny Clark Anthony Doyle                  | Stan Tourné Etienne De Wilde        | Roman Hermann Andreas Kappes           |
| 1989     | Andreas Kappes Etienne De Wilde            | Adriano Baffi Pierangelo Bincoletto | Danny Clark Rolf Gölz                  |
| 1990     | Danny Clark Tony Doyle                     | Adriano Baffi Pierangelo Bincoletto | Andreas Kappes Etienne De Wilde        |
| 1991     | Andreas Kappes Etienne De Wilde            | Peter Pieters Remig Stumpf          | Danny Clark Tony Doyle                 |
| 1992     | Urs Freuler Olaf Ludwig                    | Adriano Baffi Pierangelo Bincoletto | Kurt Betschart Bruno Risi              |
| 1993     | Kurt Betschart Bruno Risi                  | Andreas Kappes Etienne De Wilde     | Adriano Baffi Pierangelo Bincoletto    |
| 1994     | Kurt Betschart Bruno Risi                  | Urs Freuler Carsten Wolf            | Danny Clark Etienne De Wilde           |
| 1995     | Erik Zabel Etienne De Wilde                | Adriano Baffi Giovanni Lombardi     | Jimmi Madsen Jens Veggerby             |
| 1996     | Adriano Baffi Giovanni Lombardi            | Kurt Betschart Bruno Risi           | Silvio Martinello Marco Villa          |
| 1997     | Kurt Betschart Bruno Risi                  | Silvio Martinello Bjarne Riis       | Jimmi Madsen Jens Veggerby             |
| 1998     | Kurt Betschart Bruno Risi                  | Adriano Baffi Andreas Kappes        | Tayeb Braikia Jimmi Madsen             |
| 1999     | Andreas Kappes Silvio Martinello           | Kurt Betschart Bruno Risi           | Robert Bartko Scott McGrory            |
| 2000     | Kurt Betschart Bruno Risi                  | Silvio Martinello Marco Villa       | Robert Bartko Erik Zabel               |
| 2001     | Silvio Martinello Erik Zabel               | Kurt Betschart Bruno Risi           | Matthew Gilmore Scott McGrory          |
| 2002     | Matthew Gilmore Scott McGrory              | Kurt Betschart Bruno Risi           | Andreas Beikirch Andreas Kappes        |
| 2003     | Bruno Risi Kurt Betschart                  | Matthew Gilmore Scott McGrory       | Andreas Beikirch Andreas Kappes        |
| 2004     | Matthew Gilmore Scott McGrory              | Robert Slippens Danny Stam          | Andreas Beikirch Andreas Kappes        |
| 2005     | Erik Zabel Robert Bartko                   | Robert Slippens Danny Stam          | Bruno Risi Kurt Betschart              |
| 2006     | Erik Zabel Bruno Risi                      | Franco Marvulli Iljo Keisse         | Danny Stam Peter Schep                 |
| 2007     | Bruno Risi Franco Marvulli                 | Erik Zabel Leif Lampater            | Robert Slippens Danny Stam             |
| 2008     | Iljo Keisse Robert Bartko                  | Erik Zabel Leif Lampater            | Olaf Pollack Roger Kluge               |
| 2009     | Bruno Risi Franco Marvulli                 | Alex Rasmussen Michael Mørkøv       | Leif Lampater Christian Grasmann       |